# Montrollet
Montrollet (Monteirolet en limousin, dialecte occitan) est une commune du Sud-Ouest de la France, située dans le département de la Charente (région Nouvelle-Aquitaine).
La commune de Montrollet abrite le point culminant du département de la  Charente faisant partie des premiers contreforts occidentaux du Massif Central.
Ses habitants sont les Montrolletois ou les Monteirollais.

## Géographie

### Localisation et accès
Montrollet est une commune de la Charente limousine, située à l'est du canton de Confolens-Sud et du département de la Charente, limitrophe du département de la Haute-Vienne.
Elle couvre une superficie de 2 224 ha, à 18 km à l'est de Confolens et 68 km au nord-est d'Angoulême. Elle est aussi à 11 km au nord de Saint-Junien, 18 km au nord-est de Chabanais, 20 km au sud-ouest de Bellac et 33 km au nord-ouest de Limoges.
La commune est traversée d'est en ouest par la D 82, route de Confolens à Limoges (D 9 en Haute-Vienne), qui traverse le nord du bourg. Celui-ci est situé sur la D 165 qui va à Brigueuil.
Le bourg comporte une partie ancienne entourant l'église et le cimetière et une partie nord plus récente s'étirant le long de la départementale D 165.
La gare la plus proche est celle de Saint-Junien, desservie par des TER à destination d'Angoulême et de Limoges.

### Hameaux et lieux-dits
Les hameaux les plus importants de la commune sont Beaubost, la Borderie, la Brégère, le Breuil, les Assieux, la Plègerie et le Devais.
Le hameau du Devaix s'est probablement constitué au Moyen Âge et aurait possédé une église et un cimetière.
Le hameau des Assieux aurait comporté une chapelle.

### Communes limitrophes
|                  | Nouic (Haute-Vienne) |                               |
| Saint-Christophe | Montrollet           | Montrol-Sénard (Haute-Vienne) |
|                  | Brigueuil            | Javerdat (Haute-Vienne)       |

### Géologie et relief

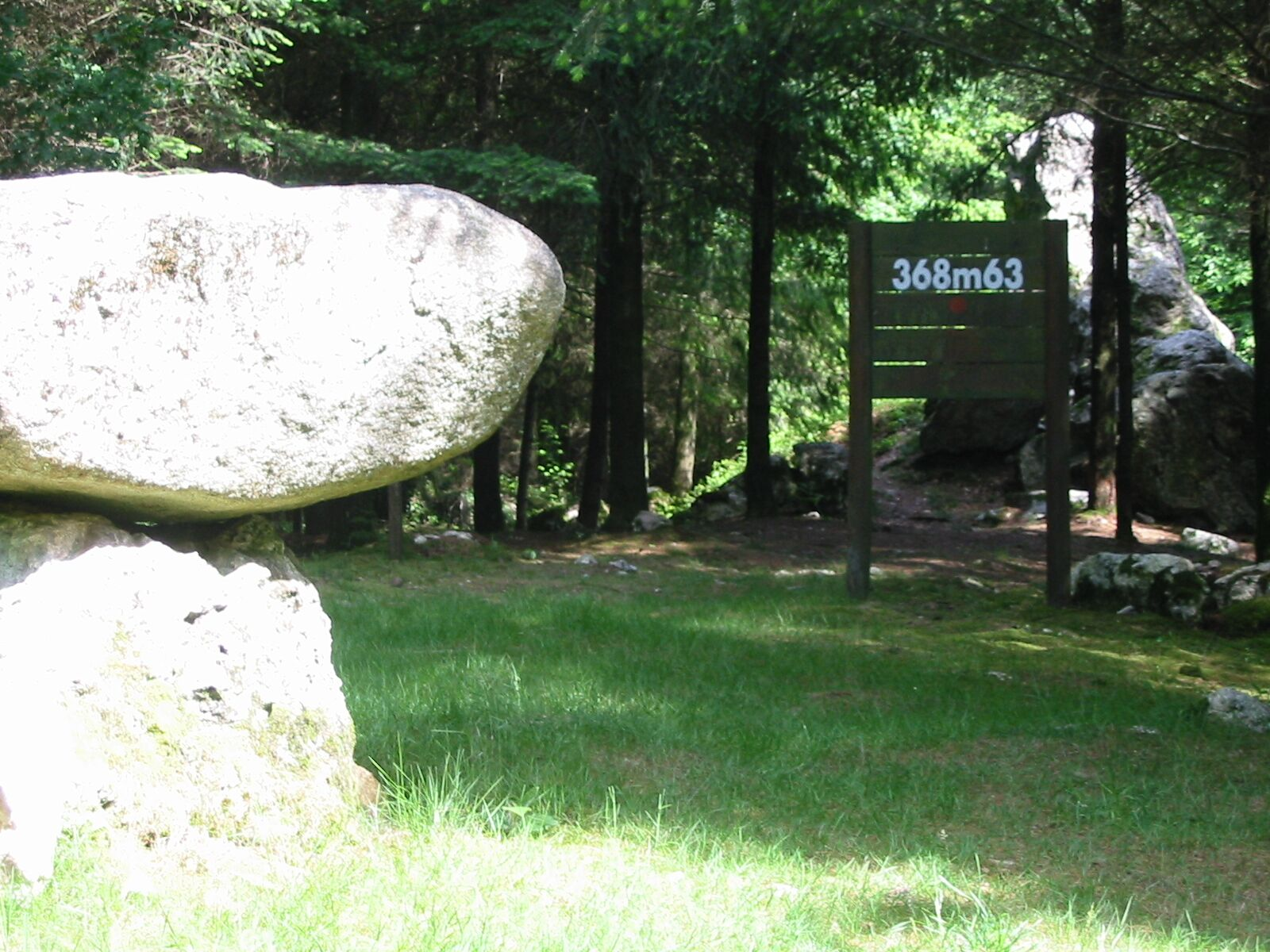
Le point culminant de la Charente, 368 m.

Comme toute cette partie nord-est du département de la Charente qu'on appelle la Charente limousine, la commune de Montrollet se trouve sur le plateau du Limousin, partie occidentale du Massif central, composé de roches cristallines et métamorphiques, relique de la chaîne hercynienne.
Le sous-sol de la commune se compose essentiellement de granit. On trouve aussi du gneiss sur une petite bande ouest du territoire,,.
La commune de Montrollet est couverte par les dernières ramifications des monts de Blond et c'est sur son territoire que se trouve le point culminant du département de la Charente : le Rocher aux Oiseaux, 368,63 m. C'est une haute colline boisée, située dans le nord de la commune, à la limite de la Haute-Vienne.
Le relief de la commune est celui d'un plateau vallonné. Le point le plus bas a une altitude de 225 m, en limite nord (vallée de la Marchadaine). Le bourg est à environ 290 m d'altitude.

### Hydrographie

#### Réseau hydrographique

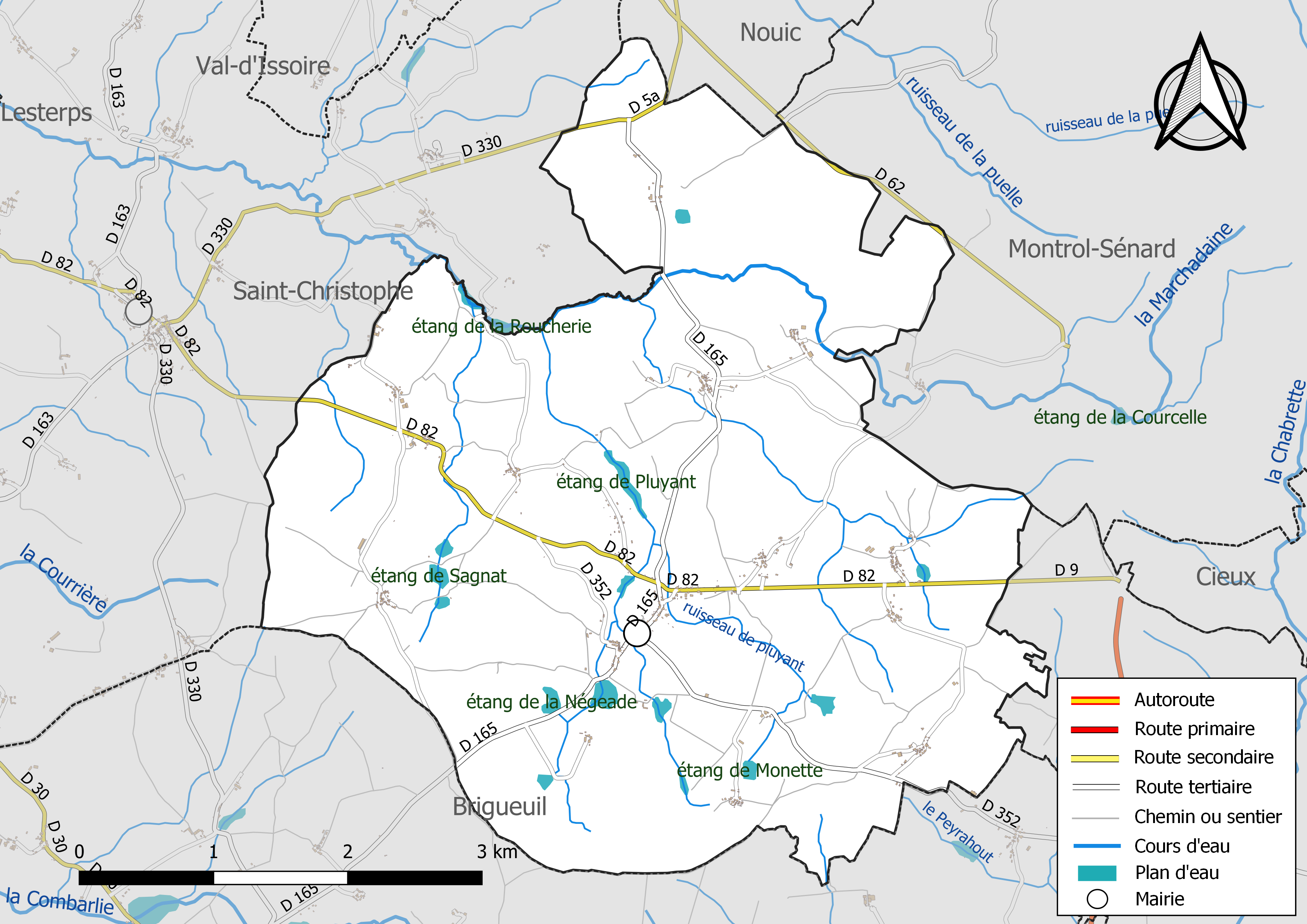
Réseaux hydrographique et routier de Montrollet.

La commune est située dans la région hydrographique de « la Loire de la Vienne (c) à la Maine (nc) », une partie du Bassin de la Loire, au sein du Bassin Loire-Bretagne. Elle est drainée par la Marchadaine et le Peyrahout et par divers petits cours d'eau, qui constituent un réseau hydrographique de 24 km de longueur totale,.
La commune est arrosée par la Marchadaine, affluent de l'Issoire et sous-affluent de la Vienne, qui prend sa source en Haute-Vienne et coule au fond d'une vallée profonde, et qui se grossit de plusieurs petits affluents, dont le ruisseau de Pluyant qui passe au bourg. La Marchadaine traverse le nord de la commune. L'ensemble du territoire communal est également marqué par la présence d'étangs.

#### Gestion des eaux
Le territoire communal est couvert par le schéma d'aménagement et de gestion des eaux (SAGE) « Vienne ». Ce document de planification, dont le territoire correspond au bassin du bassin de la Vienne, d'une superficie de 7 060 km2, a été approuvé le 1er juin 2006. La structure porteuse de l'élaboration et de la mise en œuvre est l'établissement public territorial de bassin Vienne. Il définit sur son territoire les objectifs généraux d’utilisation, de mise en valeur et de protection quantitative et qualitative des ressources en eau superficielle et souterraine, en respect des objectifs de qualité définis dans le troisième SDAGE  du Bassin Loire-Bretagne qui couvre la période 2022-2027, approuvé le 18 mars 2022.

### Climat
Le climat est océanique dégradé. C'est celui de la Charente limousine, plus humide et plus frais que celui du reste du département.

### Végétation
L'abondance des cours d'eau a favorisé l'établissement de nombreuses prairies, qui couvrent plus du tiers de la superficie totale de la commune, et l'élevage y est bien développé. Environ le quart du territoire est couvert de bois de châtaigniers et de terres incultes.

## Urbanisme

### Typologie
Au 1er janvier 2024, Montrollet est catégorisée commune rurale à habitat très dispersé, selon la nouvelle grille communale de densité à 7 niveaux définie par l'Insee en 2022.
Elle est située hors unité urbaine et hors attraction des villes,.

### Occupation des sols
L'occupation des sols de la commune, telle qu'elle ressort de la base de données européenne d’occupation biophysique des sols Corine Land Cover (CLC), est marquée par l'importance des territoires agricoles (58,9 % en 2018), en diminution par rapport à 1990 (59,9 %). La répartition détaillée en 2018 est la suivante : 
prairies (45,6 %), forêts (37,3 %), zones agricoles hétérogènes (10,9 %), milieux à végétation arbustive et/ou herbacée (2,6 %), terres arables (2,4 %), zones urbanisées (1,1 %). L'évolution de l’occupation des sols de la commune et de ses infrastructures peut être observée sur les différentes représentations cartographiques du territoire : la carte de Cassini (XVIIIe siècle), la carte d'état-major (1820-1866) et les cartes ou photos aériennes de l'IGN pour la période actuelle (1950 à aujourd'hui).

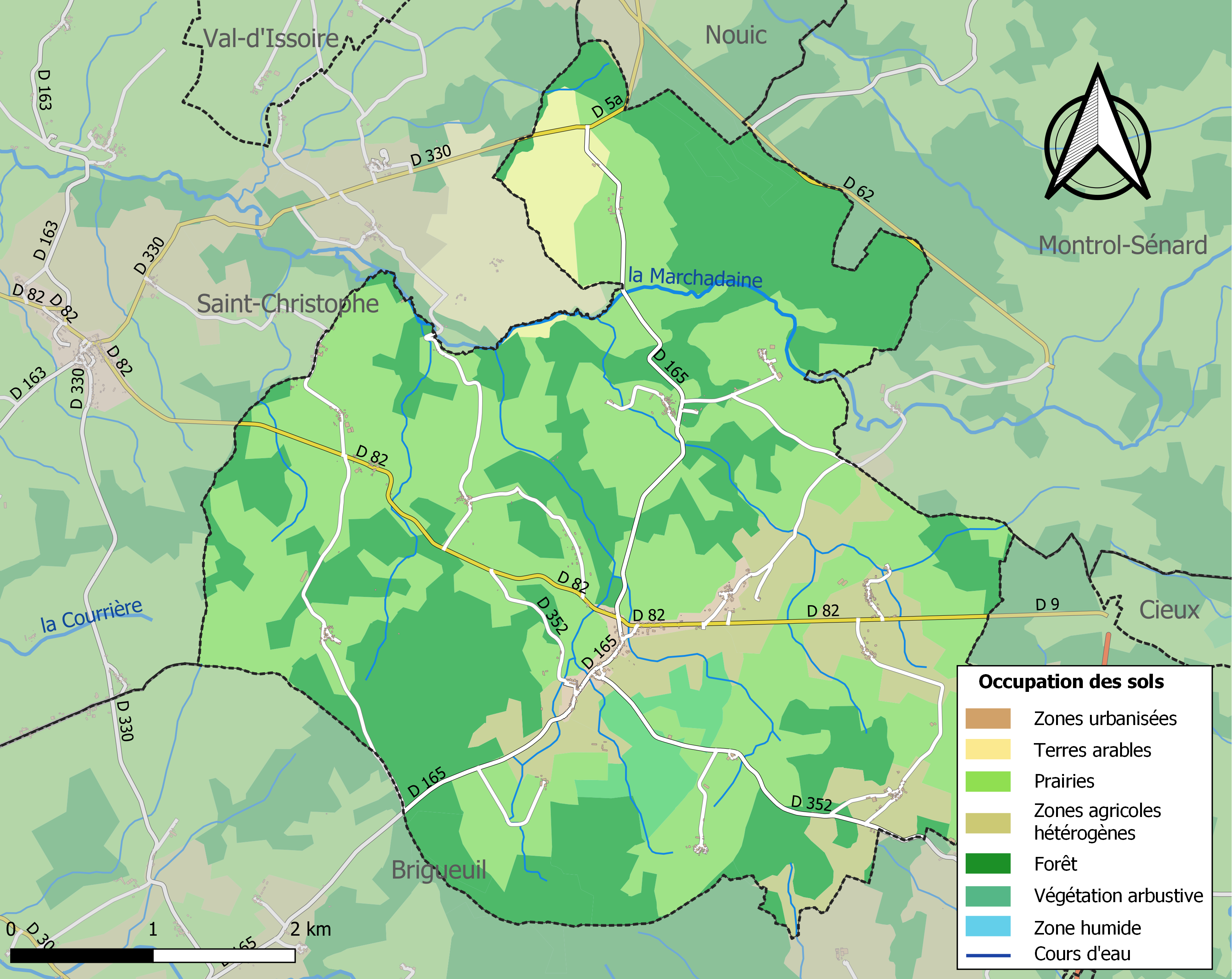
Carte des infrastructures et de l'occupation des sols de la commune en 2018 (CLC).

### Risques majeurs
Le territoire de la commune de Montrollet est vulnérable à différents aléas naturels : météorologiques (tempête, orage, neige, grand froid, canicule ou sécheresse) et séisme (sismicité faible). Il est également exposé à un risque particulier : le risque de radon. Un site publié par le BRGM permet d'évaluer simplement et rapidement les risques d'un bien localisé soit par son adresse soit par le numéro de sa parcelle.

#### Risques naturels

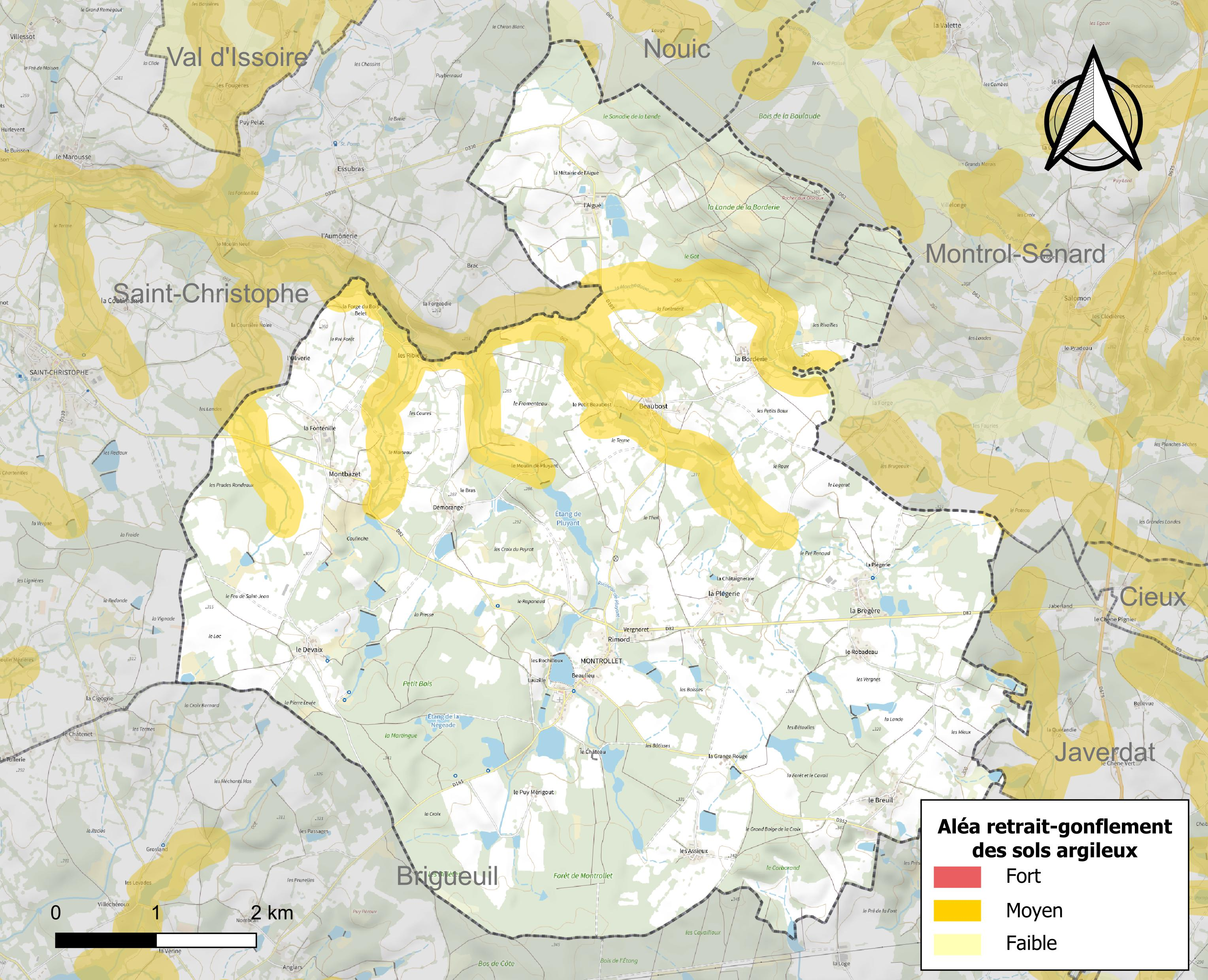
Carte des zones d'aléa retrait-gonflement des sols argileux de Montrollet.

Le retrait-gonflement des sols argileux est susceptible d'engendrer des dommages importants aux bâtiments en cas d’alternance de périodes de sécheresse et de pluie. 11,2 % de la superficie communale est en aléa moyen ou fort (67,4 % au niveau départemental et 48,5 % au niveau national). Sur les 264 bâtiments dénombrés sur la commune en 2019, 15 sont en aléa moyen ou fort, soit 6 %, à comparer aux 81 % au niveau départemental et 54 % au niveau national. Une cartographie de l'exposition du territoire national au retrait gonflement des sols argileux est disponible sur le site du BRGM,.
Par ailleurs, afin de mieux appréhender le risque d’affaissement de terrain, l'inventaire national des cavités souterraines permet de localiser celles situées sur la commune.
La commune a été reconnue en état de catastrophe naturelle au titre des dommages causés par les inondations et coulées de boue survenues en 1982, 1983, 1993 et 1999. Concernant les mouvements de terrains, la commune a été reconnue en état de catastrophe naturelle au titre des dommages causés par des mouvements de terrain en 1999.

#### Risque particulier
Dans plusieurs parties du territoire national, le radon, accumulé dans certains logements ou autres locaux, peut constituer une source significative d’exposition de la population aux rayonnements ionisants. Certaines communes du département sont concernées par le risque radon à un niveau plus ou moins élevé. Selon la classification de 2018, la commune de Montrollet est classée en zone 3, à savoir zone à potentiel radon significatif.

## Toponymie
Les formes anciennes sont Monasterolio, Monsterelleto en 1473.
L'origine du nom de Montrollet vient du latin monasteriolum, qui est un diminutif de monasterium, « couvent », lui-même suivi d'un second diminutif -eto,.

### Langues
La commune est dans la partie occitane de la Charente qui en occupe le tiers oriental, et le dialecte est limousin.
Elle se nomme Monteirolet en occitan.

## Histoire
Dans la commune existent de nombreux vestiges antiques. Le Camp du Puy Mérigou est un retranchement d'une époque indéterminée, en partie détruit. Un côté a 65 mètres de long. Dans la forêt de Brigueuil existe un autre retranchement, le Camp des Assieux. Il est possible qu'il y ait confusion avec le Camp de la Forêt.
Près de Robadeau, le Camp de César était un autre retranchement connu. D'après les fouilles de 1983 à 1988, il s'agit d'un habitat couvert (dans un premier temps) datant de la fin du IIe siècle av. J.-C., puis le site a été fortifié au Ier siècle av. J.-C. De la céramique de La Tène III a été retrouvée, mais aussi des tegulae, signalant une occupation plus tardive. Une partie des objets se trouve au musée archéologique d'Angoulême et la mairie de Montrollet possède le reste d'une hache.
À l'ouest du bourg, un chemin antique, supposé voie romaine de Limoges à Poitiers, reliait ces sites,.
Au Moyen Âge, Montrollet était le siège d'une baronnie qui dépendait de la vicomté de Brigueuil; son sort est resté longtemps lié à celui de cette vicomté. Aux XVe et XVIe siècles, la baronnie de Montrollet fait partie des biens de la famille de Reilhac, qui possède également la vicomté de Brigueuil.
François II de Reilhac, vicomte de Brigueuil et baron de Montrollet, meurt en 1581 au château de Montrollet, sans laisser de postérité. Ses deux sœurs, Jacquette et Françoise de Reilhac héritent de lui. Françoise épouse, le 1er mai 1564, haut et puissant seigneur Eusèbe des Monstiers, chevalier des ordres du roi, capitaine de cinquante hommes d'armes, seigneur du Fraisse.
Dans les premières années du XVIIe siècle, Jean des Monstiers, vicomte de Mérinville, vend à François Dreux la terre de Montrollet, qui restera plus d'un siècle détachée de la vicomté de Brigueuil.
C'est en effet en 1730 que cette terre fait retour à la famille des Monstiers, par l'acquisition qu'en fait Louis-Martial des Monstiers, marquis de Mérinville et seigneur de Brigueuil, de Simon Dreux, arrière-petit-fils de François.
Lors du partage des biens du marquis de Mérinville, le château et la terre de Montrollet forment le lot de l'abbé de Mérinville et de sa sœur Henriette-Thérèse des Monstiers, mariée au marquis Perry de Nieuil. Depuis, le château est acheté à la famille de Nieuil par le marquis (titre de courtoisie) de Clerrvaux.et passe, par alliance aux du Pin de la Guérivière. Il est habité jusqu'à la fin de la guerre de 39-45 par la famille Parent de Curzon.
Au XIXe siècle, le long de la Marchadaine, au lieu-dit les Forges du Bois Belet, se sont installés un haut fourneau et une grosse forge, Lavaud étant maître de forge. En 1853, il y a trois roues, trois fourneaux (probablement feux d'affinerie) et deux forges, et l'effectif est de 12 personnes. Le haut fourneau et la forge se sont arrêtés vers 1860-1870.

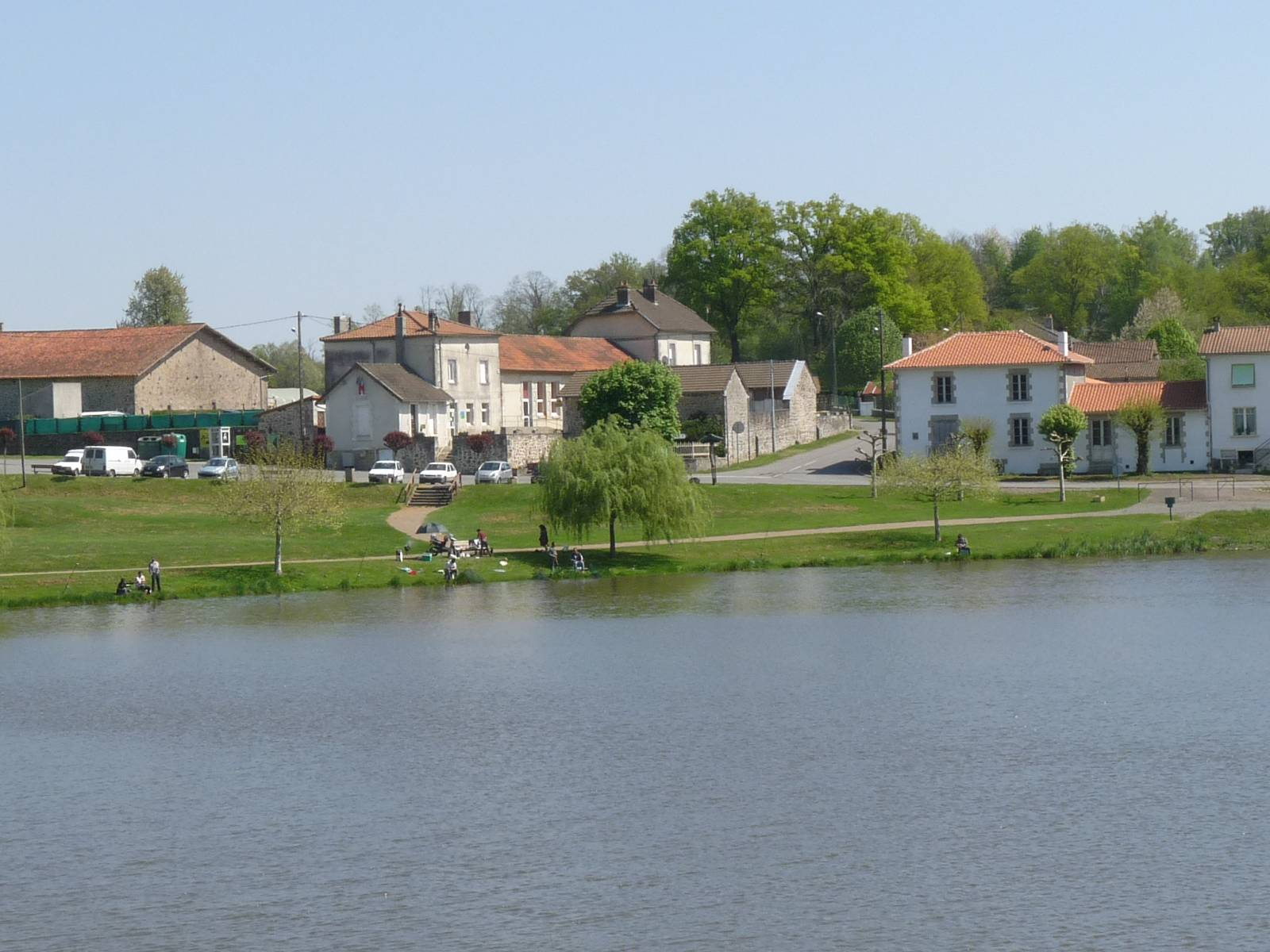
La partie plus récente du bourg et l'étang.

Le bourg s'est d'abord constitué autour de l'église et du cimetière puis s'est développé au nord, le long de la départementale D 165, au cours du XIXe siècle. On trouve dans la partie récente du bourg la mairie-école construite en 1889. Le monument aux morts date de 1921. Un ancien couvent fut construit dans la seconde moitié du XIXe siècle, dont la chapelle et le bâtiment de l'école de jeunes filles sont toujours existants, celui-ci était tenu par les sœurs de l'ordre de Sainte-Marthe. La porte de l'école du couvent a une particularité : la ferrure de la porte est identique à celle du cimetière, de même que la croix en pierre au sommet de la chapelle est identique à celle de la chapelle du château.
La marquise de Clairvaux a fait beaucoup pour cette commune, notamment la répartition d'une partie de sa propriété à ses gens. Une plaque a été édifiée à son intention près de la porte de l'église.
À la fin du XXe siècle, l'étang de Montrollet fut réalisé par le conseil municipal de J.-B. Buisson et mis en place grâce à des aides de la communauté européenne. Cette démarche a été menée a bien par la secrétaire de l'époque.

## Politique et administration

### Liste des maires

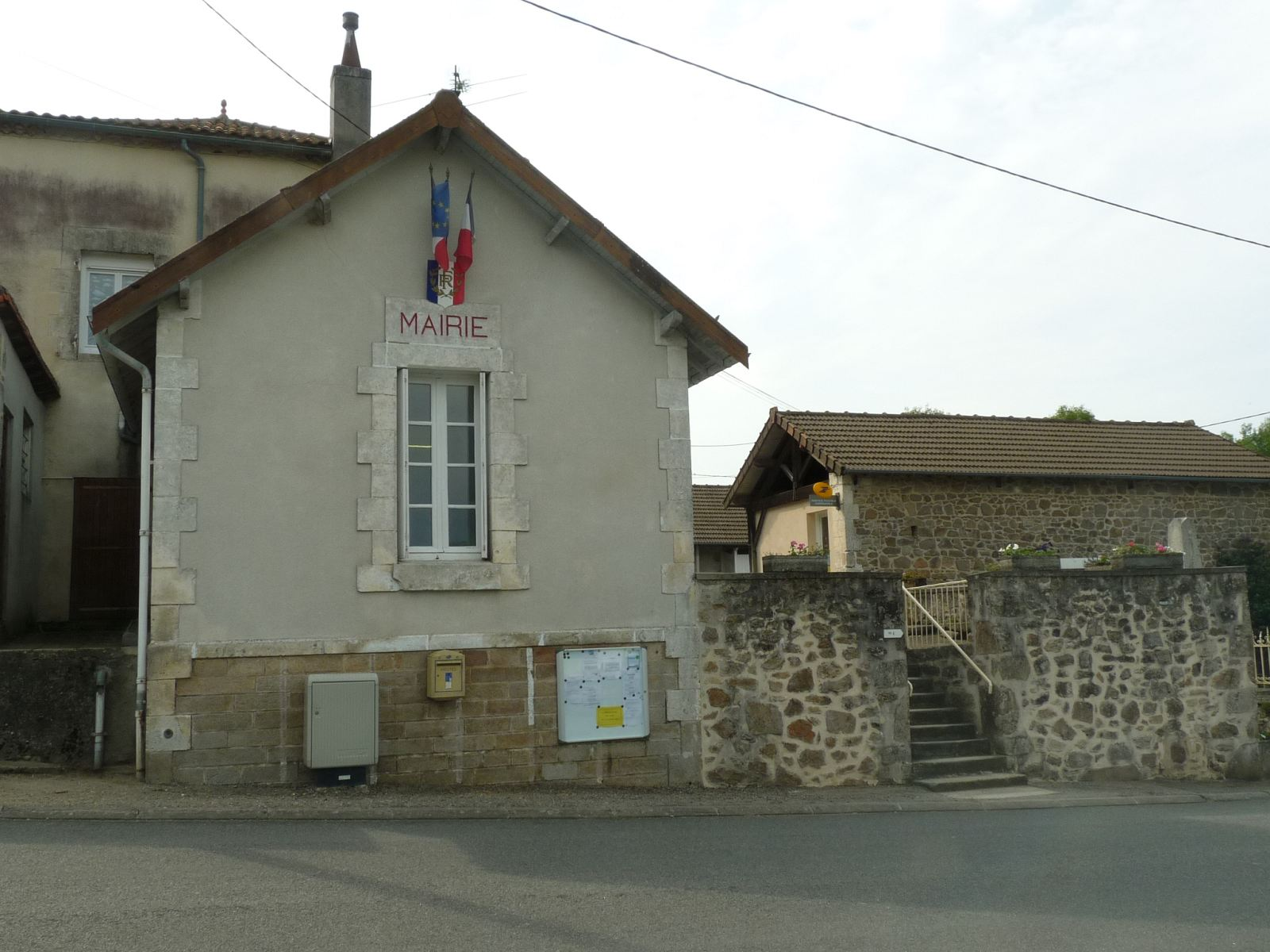
La mairie.

| Période                                  | Période  | Identité              | Étiquette | Qualité  |
| ---------------------------------------- | -------- | --------------------- | --------- | -------- |
| Les données manquantes sont à compléter. |          |                       |           |          |
|                                          | 2001     | Jean-Baptiste Buisson |           |          |
| 2001                                     | 2014     | Jean-Claude Gillet    | SE        | Retraité |
| 2014                                     | En cours | Benoît Savy           |           |          |

### Politique environnementale
Dans son palmarès 2024, le Conseil national de villes et villages fleuris de France a attribué une fleur à la commune.

## Démographie

### Évolution démographique
L'évolution du nombre d'habitants est connue à travers les recensements de la population effectués dans la commune depuis 1793. Pour les communes de moins de 10 000 habitants, une enquête de recensement portant sur toute la population est réalisée tous les cinq ans, les populations de référence des années intermédiaires étant quant à elles estimées par interpolation ou extrapolation. Pour la commune, le premier recensement exhaustif entrant dans le cadre du nouveau dispositif a été réalisé en 2004.

En 2022, la commune comptait 332 habitants, en évolution de +8,14 % par rapport à 2016 (Charente : −0,48 %, France hors Mayotte : +2,11 %).
| 1793 | 1800 | 1806 | 1821 | 1831 | 1841 | 1846 | 1851 | 1856 |
| ---- | ---- | ---- | ---- | ---- | ---- | ---- | ---- | ---- |
| 742  | 594  | 865  | 873  | 805  | 757  | 777  | 770  | 738  |

| 1861 | 1866 | 1872 | 1876 | 1881 | 1886 | 1891 | 1896 | 1901 |
| ---- | ---- | ---- | ---- | ---- | ---- | ---- | ---- | ---- |
| 700  | 716  | 678  | 748  | 752  | 768  | 793  | 808  | 841  |

| 1906 | 1911 | 1921 | 1926 | 1931 | 1936 | 1946 | 1954 | 1962 |
| ---- | ---- | ---- | ---- | ---- | ---- | ---- | ---- | ---- |
| 837  | 797  | 749  | 706  | 599  | 585  | 493  | 485  | 428  |

| 1968 | 1975 | 1982 | 1990 | 1999 | 2004 | 2006 | 2009 | 2014 |
| ---- | ---- | ---- | ---- | ---- | ---- | ---- | ---- | ---- |
| 406  | 343  | 296  | 265  | 269  | 286  | 289  | 296  | 307  |

| 2019 | 2022 | - | - | - | - | - | - | - |
| ---- | ---- | - | - | - | - | - | - | - |
| 321  | 332  | - | - | - | - | - | - | - |

### Pyramide des âges
La population de la commune est relativement âgée.
En 2018, le taux de personnes d'un âge inférieur à 30 ans s'élève à 26,5 %, soit en dessous de la moyenne départementale (30,2 %). À l'inverse, le taux de personnes d'âge supérieur à 60 ans est de 36,8 % la même année, alors qu'il est de 32,3 % au niveau départemental.
En 2018, la commune comptait 149 hommes pour 167 femmes, soit un taux de 52,85 % de femmes, légèrement supérieur au taux départemental (51,59 %).
Les pyramides des âges de la commune et du département s'établissent comme suit.
| Hommes | Classe d’âge | Femmes |
| ------ | ------------ | ------ |
| 0,7    | 90 ou +      | 2,4    |
| 7,3    | 75-89 ans    | 8,8    |
| 29,1   | 60-74 ans    | 25,3   |
| 21,9   | 45-59 ans    | 21,8   |
| 14,6   | 30-44 ans    | 15,3   |
| 10,6   | 15-29 ans    | 12,4   |
| 15,9   | 0-14 ans     | 14,1   |

| Hommes | Classe d’âge | Femmes |
| ------ | ------------ | ------ |
| 1      | 90 ou +      | 2,7    |
| 9,2    | 75-89 ans    | 12     |
| 20,6   | 60-74 ans    | 21,3   |
| 20,7   | 45-59 ans    | 20,3   |
| 16,8   | 30-44 ans    | 16     |
| 15,6   | 15-29 ans    | 13,4   |
| 16,1   | 0-14 ans     | 14,3   |

## Économie

### Commerces

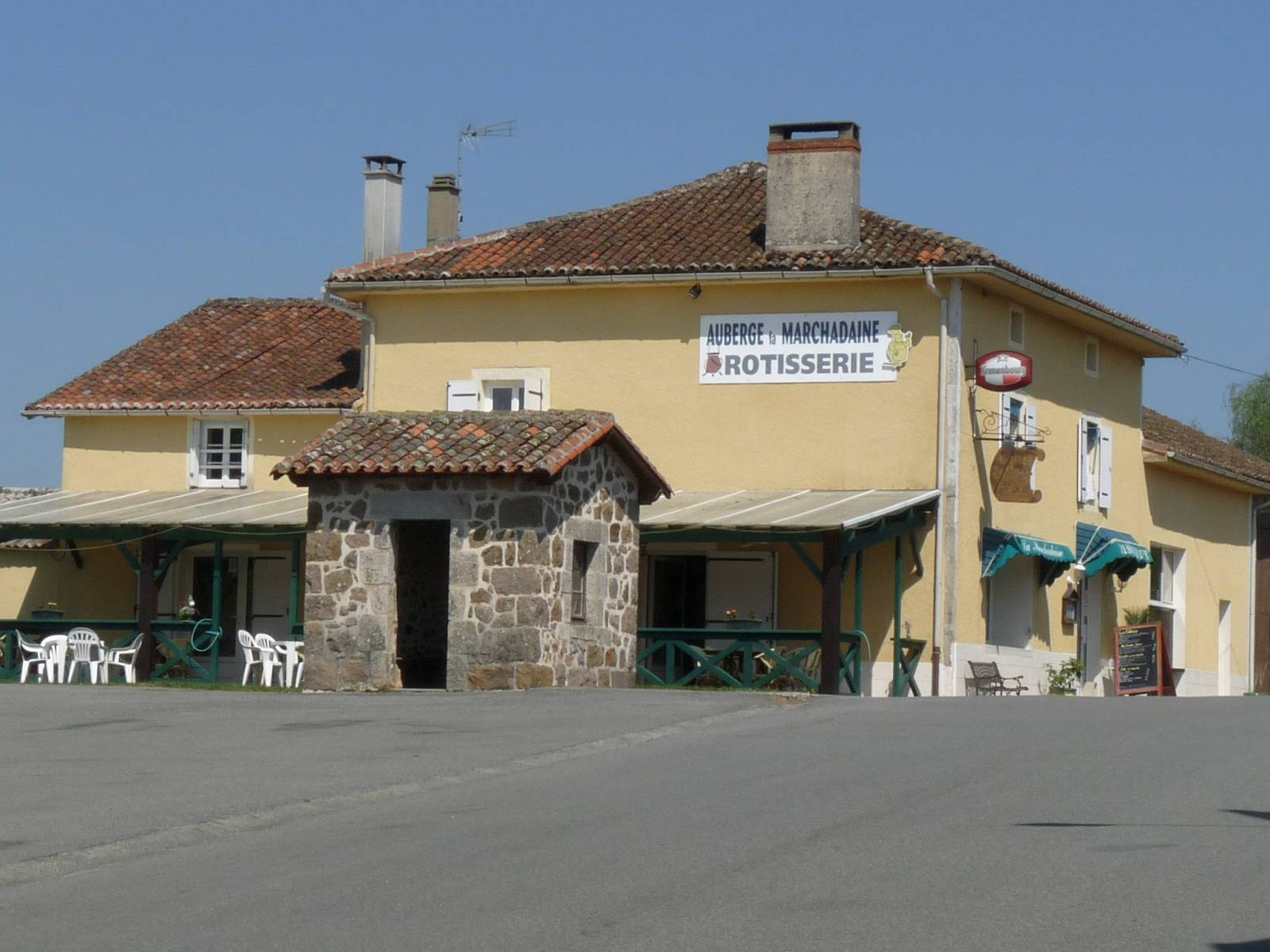
Auberge près de l'étang.

- Auberge La Marchadaine.

## Équipements, services et vie locale

### Sports et activités
Pêche sur l'étang de la commune, randonnées.
Gymnastique volontaire de Montrollet.

### Vie associative
- Société de chasse
- Comité des fêtes
- L'association Montrollet-la-Mandragore a pour but « d'animer, d'embellir et dynamiser le village de Montrollet, de favoriser des rencontres inter-générations par le rapprochement des habitants des villages et hameaux vers le Bourg, d’organiser des randonnées et découvrir la nature, de favoriser l’animation culturelle, éducative et artistique, d'initier la micro-informatique et internet »[40].
- ASPIC du Breuil : Association de protection des intérêts des citoyens du Breuil, à Montrollet. Celle-ci a pour activité principale protéger, conserver et préserver les conditions naturelles, environnementales, sociales et culturelles, l’habitat la diversité et les équilibres fondamentaux écologiques, l’eau, l’air les sols les sites, les paysages et le cadre de vie ; lutter contre les pollutions et les nuisances ; agir pour l’aménagement harmonieux et équilibré du hameau du Breuil et tout particulièrement en agissant dans le domaine de l’urbanisme sur la commune de Montrollet ; lutter contre les atteintes susceptibles d’être portées à l’environnement lorsqu’elles toucheront aux habitants, aux espaces naturels, aux paysages et à la santé des habitants.

## Lieux et monuments
- L'église paroissiale Saint-Sulpice : vicairie perpétuelle, unie au chapitre de Saint-Junien et de l'ancien diocèse de Limoges. L'église a conservé quelques parties de murs du XIe siècle[41]. Au milieu du XXe siècle elle possédait encore une cloche remarquable par son ancienneté, car elle datait de l'année 1500. Le cimetière n'a jamais été déplacé et est encore aujourd'hui situé à côté de l'église. Plusieurs oratoires situés près de l'église ainsi que différentes croix situées dans le bourg et à proximité sont les témoins des dévotions qui se sont pratiquées dans le bourg.

L'église paroissiale
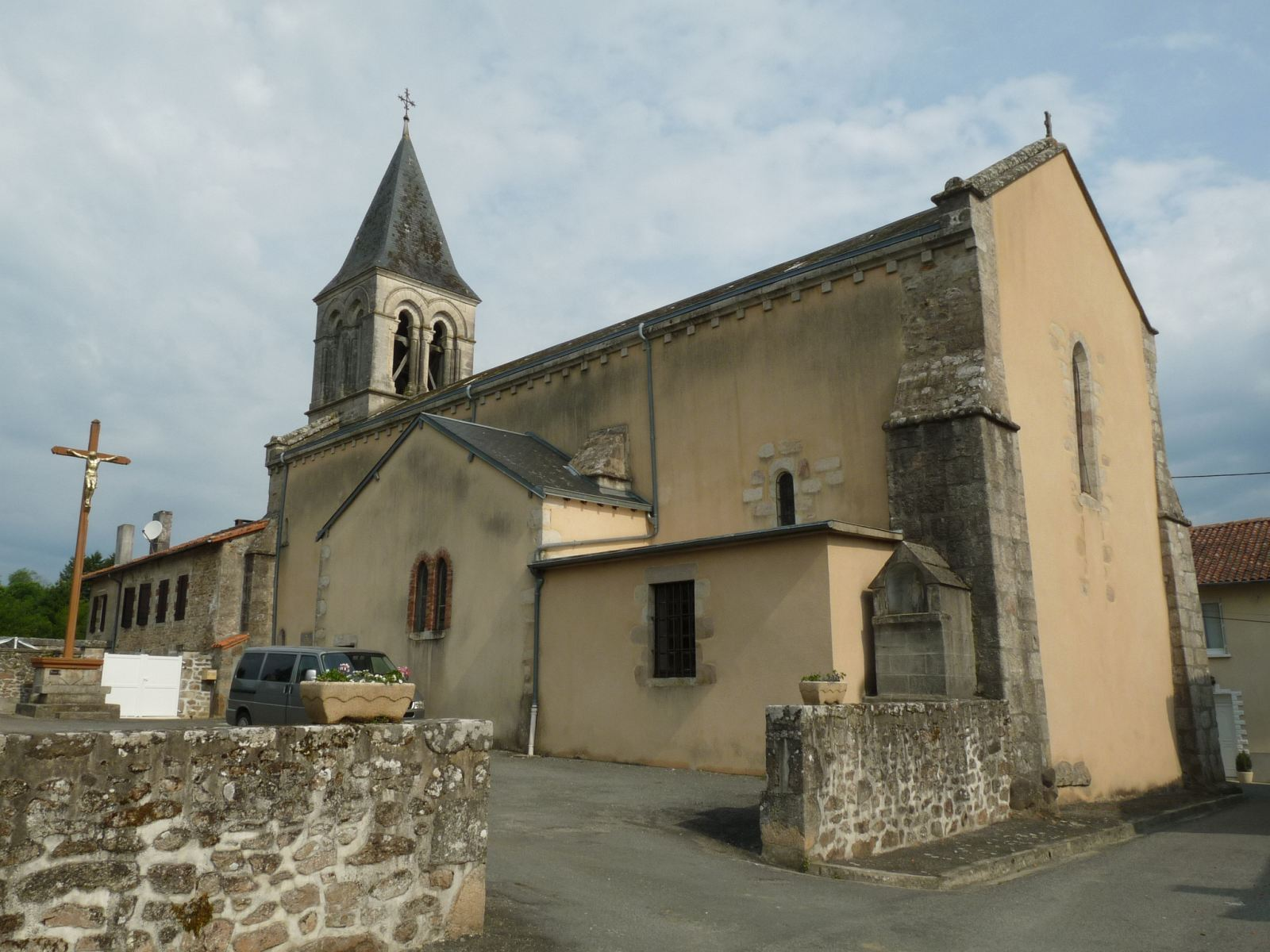
L'église et le cimetière à gauche.
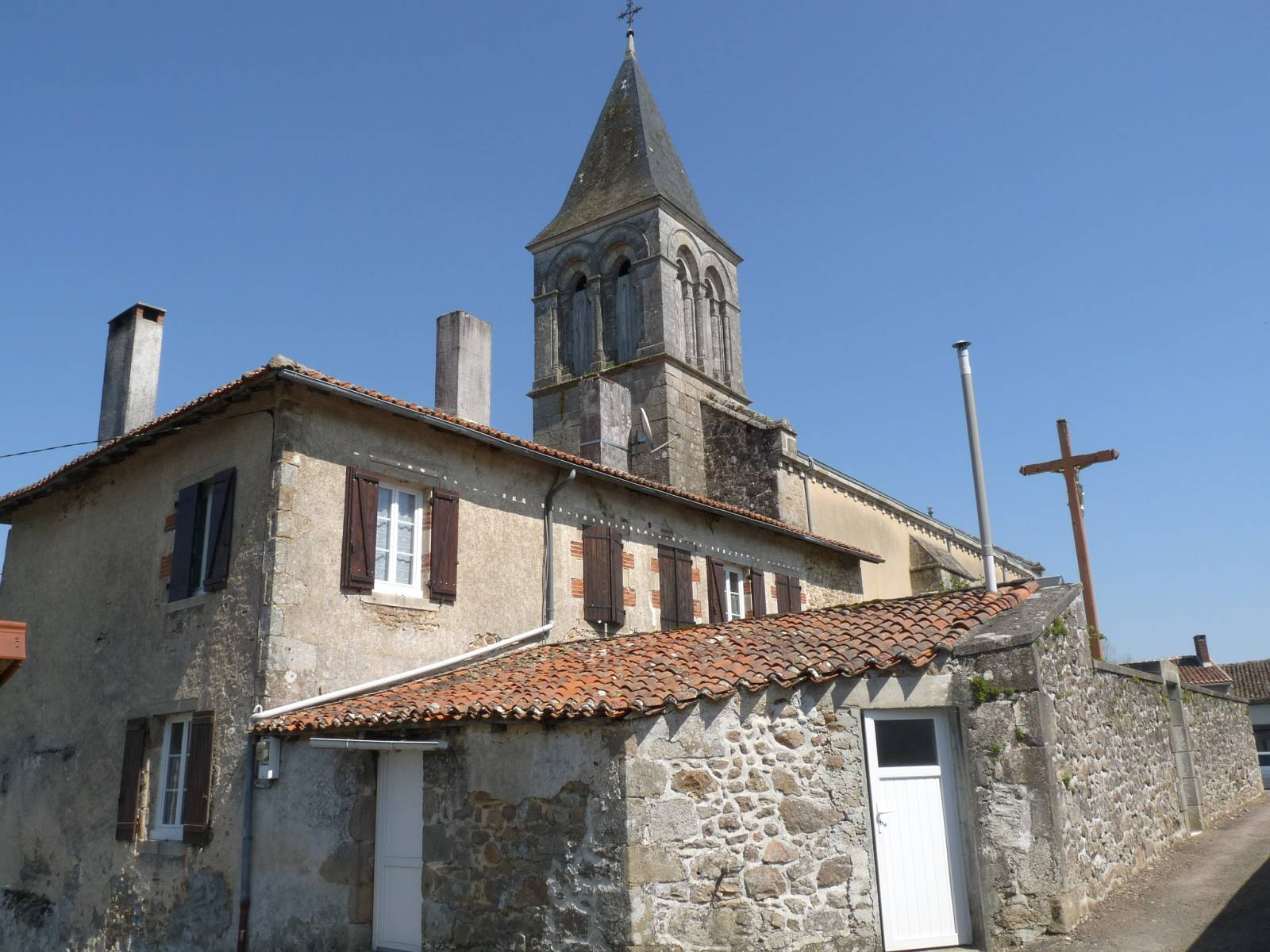
Le clocher, vue du sud.
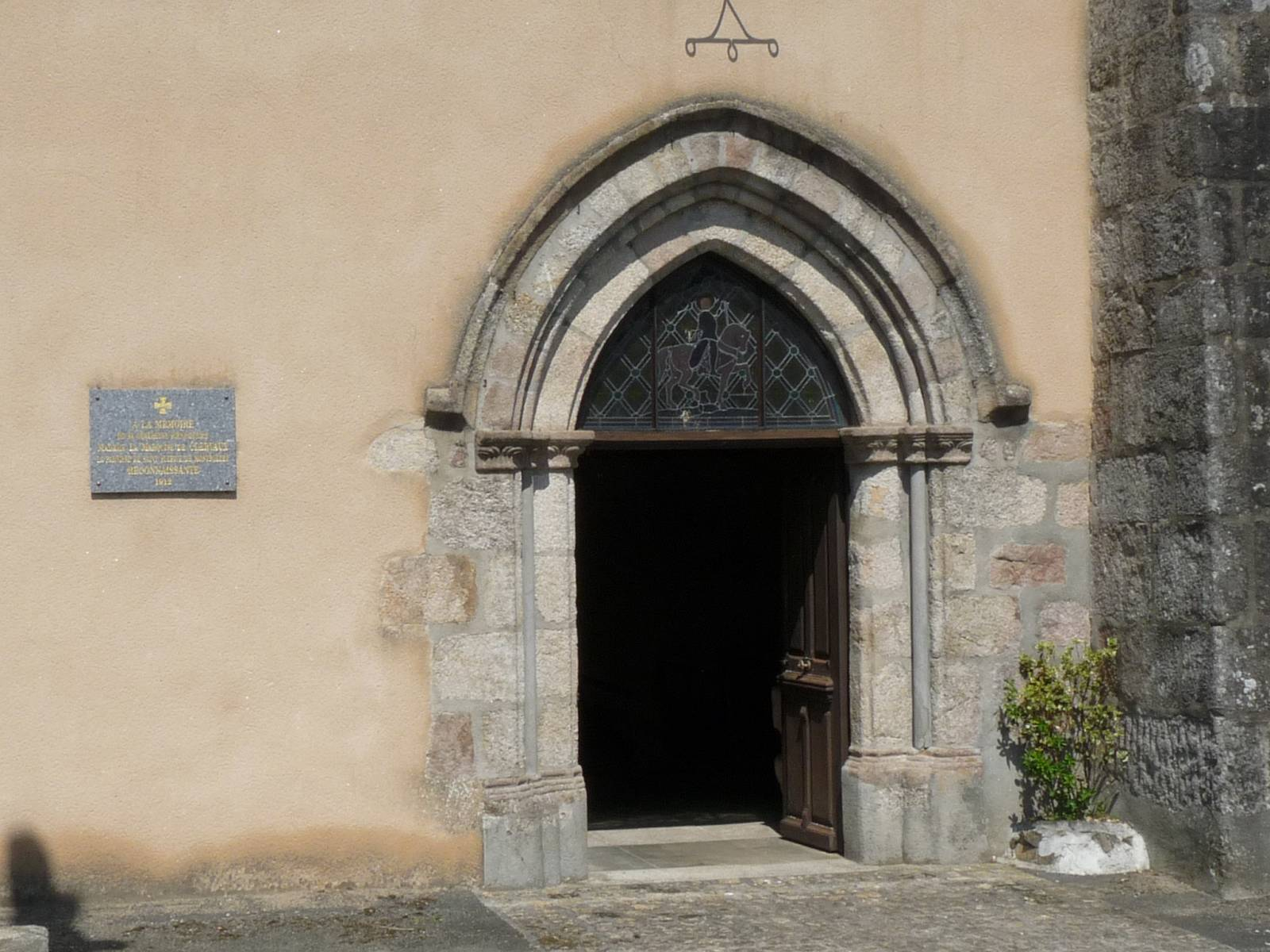
L'entrée.
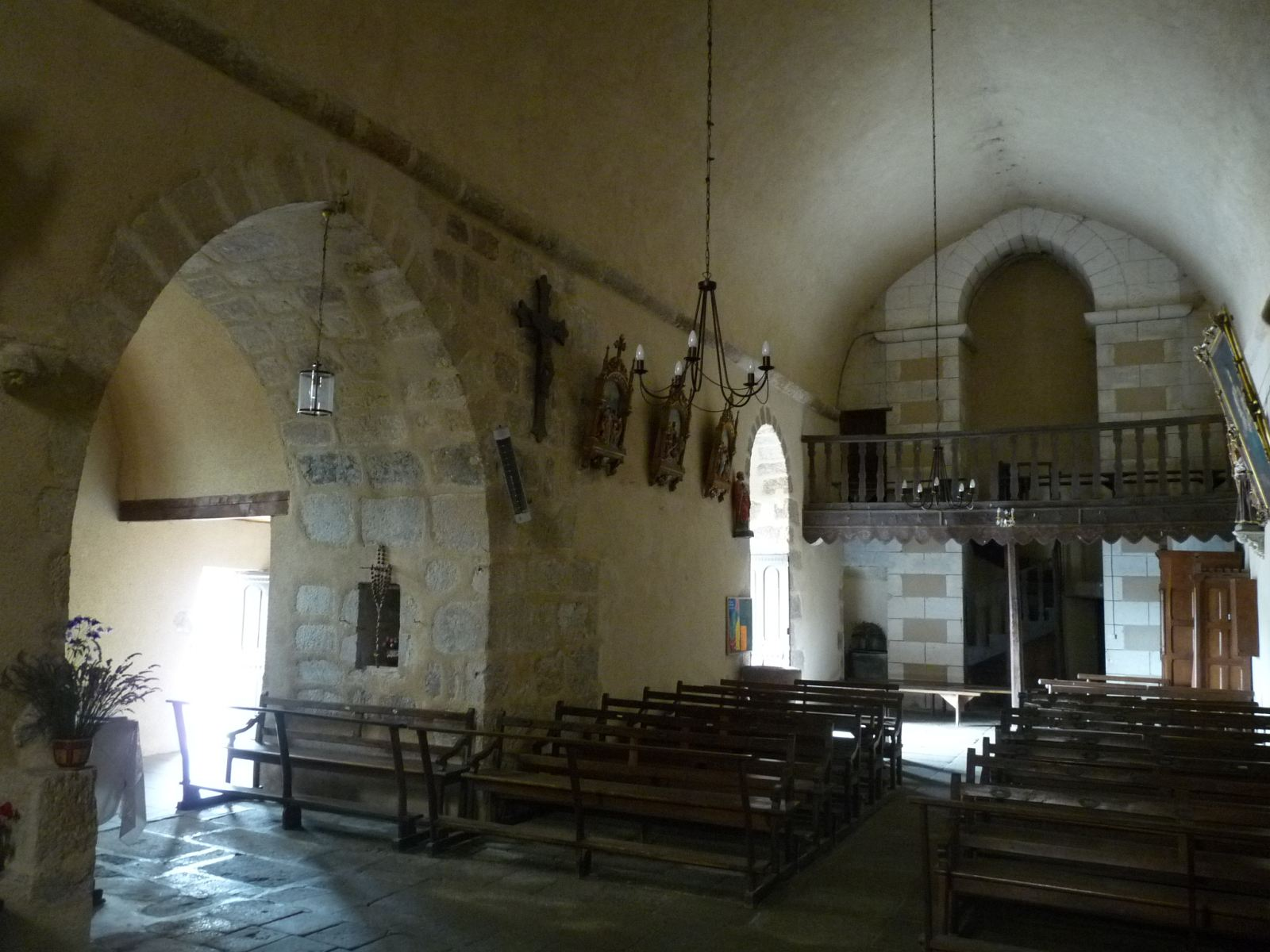
L'intérieur.

- L'ancien château de Montrollet (privé) date du XVe siècle. Bien qu'il ait souffert des aléas du temps, il présente encore l'aspect d'une demeure seigneuriale. Le corps de logis et les grosses tours dont il était flanqué, subsistent encore en partie.
- Les jachères fleuries de Montrollet, site à visiter pour sa particularité et son audace. Située dans le bourg, une petite rue a été aménagée au printemps 2015 pour accueillir nos abeilles. Une multitude de fleurs dès plus naturelles et proche de la nature environnante.
- Un ancien couvent, encore existant (privé), où la marquise de Clairvaux venait voir les jeunes filles. Les plus méritantes recevaient des dons de celle-ci, comme des blouses etc. D'ailleurs quelques habitants de la commune encore présents à nos jours, avaient leurs grand-mères scolarisées à l'école du couvent. L'école était assurée par les sœurs. La croix extérieure (privée) au couvent faisait partie du chemin de croix qui avait lieu le 28 août de chaque année. Cette procession était très fleurie et attirait beaucoup de personnes.
- Près du hameau du Robadeau se trouve l'enceinte dite « Camp de César » (voir Histoire).
- Au sud du bourg se situe un ancien manoir fortifié restauré au XIXe siècle. Une tête de gargouille est gravée sur la bonde de l'étang du château de Montrollet.

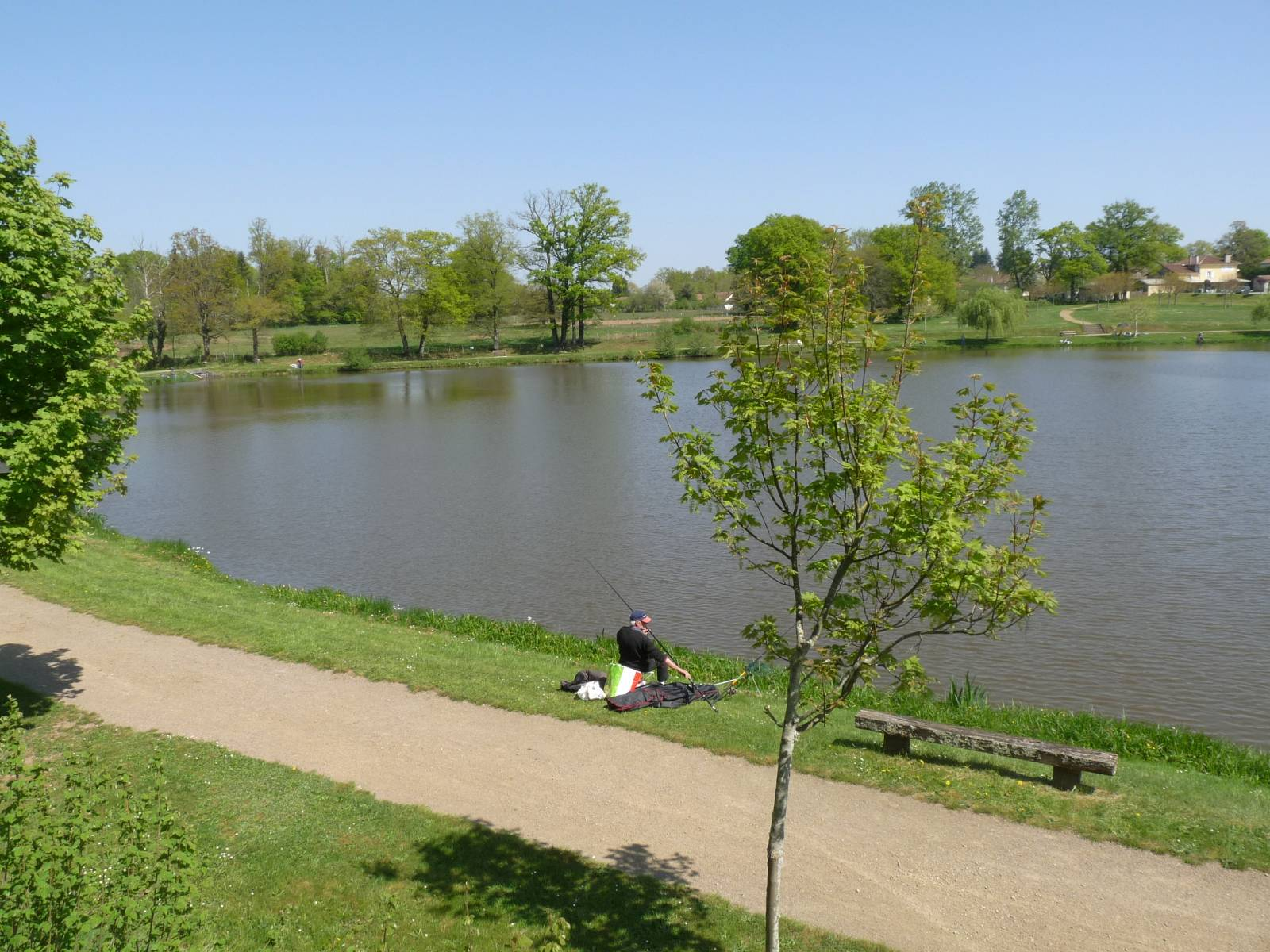
L'étang de Montrollet un dimanche.

- L'étang de Montrollet est un lieu de pêche et de promenade dominicale. Situé au pied du bourg, il n'était qu'une prairie, et son aménagement a été achevé en 2001.